# 에밀리 오스먼트
에밀리 오스먼트(Emily Osment, 1992년 7월 2일 ~ )은 미국의 배우, 싱어송라이터이다.

## 음반 목록
- All the Right Wrongs (2009)
- Fight or Flight (2010)

## 출연 작품
- 한나 몬타나
- 스파이 키드2
- 스파이 키드 3D